# بخش فیرفیلد (شهرستان هرون، اوهایو)
بخش فیرفیلد (به انگلیسی: Fairfield Township) یک منطقهٔ مسکونی در ایالات متحده آمریکا است که در شهرستان هیورن، اوهایو واقع شده‌است.
 بخش فیرفیلد ۶۷٫۳ کیلومتر مربع مساحت و ۱٬۲۱۸ نفر جمعیت دارد و ۲۹۲ متر بالاتر از سطح دریا واقع شده‌است.